# Casper van Overeem
Casper van Overeem (1 de octubre de 1893 - 27 de febrero de 1927) fue un naturalista, y micólogo neerlandés.
Era conocido por sus estudios sobre la flora de hongos de Indonesia. Recibió su doctorado de la Universidad de Zúrich en 1920, con una disertación titulada Über Formen abweichender Chromosomenzahl bei Oenothera ("Acerca de las formas que difieren en el número de cromosomas en Oenothera"). Poco después, se fue a Bogor, donde trabajó como asistente en el herbario de micología.

## Honores

### Epónimos
Género
- Overeemia G.Arnaud (1954)

Especies
- Catillaria overeemii Zahlbr. (1928)
- Chiodecton overeemii Zahlbr. (1928)
- Entoloma overeemii E.Horak (1977)
- Graphis overeemii Zahlbr. (1928)
- Lecidea overeemii Zahlbr. (1928)
- Parmelia overeemii Zahlbr. (1928)
- Phaeographis overeemii Zahlbr. (1928)
- Pleuroflammula overeemii E.Horak (1978)
- Psilocybe overeemii E.Horak & Desjardin (2006)
- Ustilago overeemii Cif. (1933)

- La abreviatura «Overeem» se emplea para indicar a Casper van Overeem como autoridad en la descripción y clasificación científica de los vegetales.[2]